# یکی خوش‌صدا یکی خوش‌دست
یکی خوش صدا یکی خوش دست فیلمی به کارگردانی رضا صفایی و نویسندگی سعید مطلبی محصول سال ۱۳۵۶ است.

## خلاصه داستان
خلیل به کمک دارودسته اش تعدادی از کارگران معدن را تشویق می‌کند که مانع پیشرفت کارهای معدن و صاحبش مسلم خان شوند…

## بازیگران
- رضا بیک ایمانوردی
- نعمت‌الله آغاسی
- ژیلا شاهانی
- علی میری
- امیر علایی
- علی زاهدی
- محرم بسیم
- خشایار
- اسماعیل شیرازی
- امیر فاطمی
- اصغر شوری